# 1943 w literaturze
Wydarzenia literackie w 1943 roku.

## Wydarzenia
- polskie
  - ukazał się pierwszy numer pisma kulturalnego Nurt, redagowanego przez Wilama Horzyca i Ferdynanda Goetela
  - została aresztowana przez gestapo Zofia Kossak-Szczucka
  - w Warszawie ukazał się pierwszy numer Drogi
- zagraniczne

## Nowe książki
- polskie
  - Jerzy Braun – Ballada o Warszawie
  - Aleksander Kamiński – Kamienie na szaniec
  - Teodor Parnicki – Srebrne orły
  - Stefan Themerson – Wykład profesora Mmaa

- zagraniczne
  - Raymond Chandler – Tajemnica jeziora (The Lady in the Lake)
  - Hermann Hesse – Gra szklanych paciorków (Das Glasperlenspiel)
  - Thomas Mann – Józef i jego bracia (Joseph und seine Brüder)
  - Robert Musil – Człowiek bez właściwości (Der Mann ohne Eigenschaften)
  - Antoine de Saint-Exupéry – Mały Książę (Le Petit Prince)

## Nowe dramaty
- zagraniczne
  - Jean-Paul Sartre – Muchy (Les Mouches)

## Nowe poezje
- polskie
  - Wierne płomienie – antologia wydana konspiracyjnie
  - Władysław Broniewski – Bagnet na broń

- zagraniczne
  - T.S. Eliot – Cztery kwartety (pierwsze zbiorcze wydanie)
  - Lawrence Durrell – A Private Country[1]

## Urodzili się
- 4 stycznia – György Mandics, węgierski nauczyciel, poeta, pisarz, dziennikarz i publicysta
- 6 stycznia – Osvaldo Soriano, argentyński pisarz i dziennikarz (zm. 1997)
- 9 stycznia
  - Krzysztof Mrozowski, polski poeta (zm. 2017)
  - Stanisław Nyczaj, polski poeta, satyryk, krytyk literacki (zm. 2022)
- 11 stycznia – Eduardo Mendoza, hiszpański pisarz
- 22 stycznia – Wilhelm Genazino, niemiecki pisarz (zm. 2018)
- 27 stycznia – Elżbieta Gaudasińska-Borowska, polska ilustratorka książek
- 6 lutego – Zofia Mitosek, polska teoretyk i historyk literatury
- 9 lutego – Zbigniew Święch, polski dziennikarz, literat i popularyzator nauki
- 13 lutego
  - Friedrich Christian Delius, niemiecki pisarz (zm. 2022)
  - Leo Frankowski, amerykański pisarz polskiego pochodzenia (zm. 2008)
- 21 lutego
  - David Ambrose, angielski pisarz i scenarzysta
  - Ludmiła Ulicka, rosyjska pisarka i scenarzystka
- 22 lutego
  - Terry Eagleton, brytyjski teoretyk kultury, literaturoznawca i filozof
  - Eduard Limonow, rosyjski pisarz i poeta (zm. 2020)
- 24 lutego – Kent Haruf, amerykański pisarz (zm. 2014)
- 2 marca – Peter Straub, amerykański pisarz grozy (zm. 2022)
- 7 marca – Jacek Maria Hohensee, polski malarz, scenograf, reżyser, poeta, pisarz
- 8 marca – Valerio Massimo Manfredi, włoski pisarz, filolog klasyczny i archeolog
- 23 marca – Winston Groom, amerykański pisarz (zm. 2020)
- 4 kwietnia – Isabel-Clara Simó, hiszpańska pisarka (zm. 2020)
- 6 kwietnia – Teet Kallas, estoński nowelista, dramaturg i krytyk literacki
- 8 kwietnia – Eira Stenberg, estońska pisaka i dramaturg
- 9 kwietnia – Olof Landström, szwedzki pisarz i ilustrator
- 13 kwietnia – Tim Krabbé, holenderski pisarz, dziennikarz i szachista
- 14 kwietnia – Anna Węgleńska, polska tłumaczka literatury szwedzkiej
- 22 kwietnia:
  - Louise Glück, amerykańska poetka i eseistka, noblistka (zm. 2023)
  - Janet Evanovich, amerykańska pisarka
- 24 kwietnia – David Morrell, kanadyjsko-amerykański pisarz
- 27 kwietnia – Ryszard Bugajski, polski reżyser, pisarz i scenarzysta (zm. 2019)
- 4 maja – Maria Ekier, polska ilustratorka i autorka książek dla dzieci
- 5 maja – Renata Gorczyńska, polska dziennikarka, publicystka, krytyk literacki, tłumacz literatury pięknej (zm. 2025)
- 7 maja – Peter Carey, australijski pisarz
- 8 maja – Pat Barker, brytyjska pisarka
- 11 maja – Wojciech Karpiński, polski pisarz, historyk sztuki, historyk idei, krytyk literacki, tłumacz (zm. 2020)
- 13 maja – Eve Babitz, amerykańska pisarka i dziennikarka, jedna z pierwszych it-girls (zm. 2021)
- 17 maja – Robert Adamson, australijski poeta (zm. 2022)
- 18 maja – Jacques-Pierre Amette, francuski pisarz, dramaturg i krytyk literacki
- 19 maja – Bohdan Urbankowski, polski poeta, eseista, dramaturg i filozof (zm. 2023)
- 5 czerwca – Piotr Matywiecki, polski poeta, krytyk literacki, eseista, bibliotekarz
- 9 czerwca – Joe Haldeman, amerykański pisarz science fiction
- 25 czerwca – Roberto Vecchioni, włoski pisarz i piosenkarz
- 28 czerwca – Ryszard Krynicki, polski poeta, tłumacz literacki i wydawca
- 29 czerwca – Maureen O’Brien, angielska aktorka i pisarka
- 1 lipca – Kazimierz Burnat, polski poeta, tłumacz, publicysta, dziennikarz, animator ruchu literackiego
- 11 lipca – Mieczysław Machnicki, polski poeta i prozaik (zm. 2021)
- 14 lipca – Christopher Priest, brytyjski pisarz fantastyki (zm. 2024)
- 16 lipca – Reinaldo Arenas, kubański poeta, pisarz i dramaturg (zm. 1990)
- 17 lipca – Peter Andruška, słowacki poeta, powieściopisarz, nowelista (zm. 2024)
- 1 sierpnia – Josip Stanić Stanios, chorwacki malarz i pisarz
- 2 sierpnia – Rose Tremain, brytyjska pisarka i scenarzystka
- 14 sierpnia – Wolf Wondratschek, niemiecki pisarz
- 16 sierpnia – Staffan Skott, szwedzki pisarz, dziennikarz i tłumacz (zm. 2021)
- 18 sierpnia – Hannu Mäkelä, fiński pisarz
- 23 sierpnia – Nelson DeMille, amerykański pisarz (zm. 2024)
- 28 sierpnia – Paul Barz, niemiecki pisarz (zm. 2013)
- 30 sierpnia
  - Robert Crumb, amerykański twórca komiksów
  - Colin Dann, angielski pisarz
- 9 września – Tom Shippey, brytyjski literaturoznawca i krytyk literacki
- 10 września – Tor Edvin Dahl, norweski pisarz, dramaturg, tłumacz, krytyk literacki i dziennikarz
- 12 września – Michael Ondaatje, kanadyjski pisarz i poeta
- 13 września – Ewa Bieńkowska, polska eseistka, historyczka literatury, prozaiczka, tłumaczka literatury pięknej
- 16 września – James Alan McPherson, amerykański pisarz (zm. 2016)
- 23 września – Antonio Tabucchi, włoski pisarz (zm. 2012)
- 25 września – Aram Saroyan, amerykański poeta, powieściopisarz, pamiętnikarz, biograf i dramatopisarz
- 1 października – Justo Jorge Padrón, hiszpański poeta, eseista i tłumacz (zm. 2021)
- 5 października
  - Andrzej Litwornia, polski historyk literatury, eseista (zm. 2006)
  - Michael Morpurgo, brytyjski pisarz
- 8 października – R.L. Stine, amerykański powieściopisarz grozy dla młodzieży
- 10 października – Teresa Dobrzyńska, polska teoretyk literatury
- 16 października
  - Therese Chromik, niemiecka poetka, pisarka i tłumaczka
  - Jacek Durski, polski poeta, prozaik, rzeźbiarz i malarz (zm. 2021)
- 28 października – Carlos Noguera, wenezuelski pisarz (zm. 2015)
- 7 listopada – Stephen Greenblatt, amerykański krytyk i teoretyk literatury
- 16 listopada – Juan Giménez, argentyński autor komiksów (zm. 2020)
- 26 listopada – Marilynne Robinson, amerykańska pisarka
- 27 listopada – Nicole Brossard, kanadyjska pisarka francuskojęzyczna
- 30 listopada – Marian Buchowski, polski pisarz, publicysta
- 8 grudnia – James Tate(inne języki), amerykański poeta (zm. 2015)
- 22 grudnia – Chris Bunch, amerykański pisarz i dziennikarz

Brak dziennej daty:
- L.E. Modesitt Jr., amerykański pisarz
- Adriana Szymańska, polska poetka, eseistka, krytyczka literacka, tłumaczka, autorka książek dla dzieci i dorosłych

## Zmarli
- 13 stycznia
  - Rudolf Huch, niemiecki pisarz (ur. 1862)
  - Else Ury, niemiecka pisarka, autorka książek dla dzieci i młodzieży (ur. 1877)
- 14 stycznia – Laura E. Richards, amerykańska pisarka i poetka (ur. 1850)
- 15 stycznia – Eric Knight, amerykański pisarz (ur. 1897)
- 1 lutego – Lola Szereszewska, polsko-żydowska poetka i publicystka (ur. 1895)
- 27 lutego – Kostis Palamas, grecki poeta, prozaik, dramaturg, krytyk literatury (ur. 1859)
- 13 marca – Stephen Benét, amerykański poeta i powieściopisarz (ur. 1898)
- 18 marca – Helena Mniszkówna, polska pisarka (ur. 1878)
- 1 kwietnia – Lea Fatur, słoweńska pisarka dziecięca i młodzieżowa, poetka i dramaturg (ur. 1865)
- 7 kwietnia – Jovan Dučić, bośniacko-serbski poeta, pisarz, dyplomata (ur. 1871)
- 8 maja – Władysław Szlengel, polski poeta pochodzenia żydowskiego (ur. 1912, lub 1914)
- 29 maja – Guido Mazzoni, włoski poeta (ur. 1859)
- 30 maja – Bolesław Miciński, polski eseista i poeta (ur. 1911)
- 5 czerwca – Wacław Bojarski, polski poeta (ur. 1921)
- 12 czerwca – Hanns Heinz Ewers, niemiecki poeta i pisarz (ur. 1871)
- 12 sierpnia – Kurt Eggers, niemiecki pisarz, poeta (ur. 1905)
- 21 sierpnia – Henrik Pontoppidan, duński pisarz (ur. 1857)
- 10 września – Jerzy Kamil Weintraub, polski poeta i tłumacz (ur. 1916)
- 7 października – Radclyffe Hall, brytyjska poetka i pisarka (ur. 1880)
- 24 października – Hector de Saint-Denys Garneau, kanadyjski poeta (ur. 1912)
- 3 listopada – Pola Braun, polska poetka i kompozytorka żydowskiego pochodzenia (ur. 1910 lub później)
- 5 listopada – Aspazija, łotewska poetka i dramatopisarka (ur. 1865)
- 12 listopada – Andrzej Trzebiński, polski poeta czasu wojny (ur. 1922)
- 24 listopada – France Balantič, słoweński poeta (ur. 1921)
- 30 listopada
  - Etty Hillesum, Żydówka z Holandii, znana ze swojego dziennika pisanego podczas II wojny światowej (ur. 1914)
  - Aniela Zagórska, polska tłumaczka literatury angielskiej (ur. 1881)
- 2 grudnia – Nordahl Grieg, norweski pisarz i dziennikarz (ur. 1902)
- 22 grudnia – Beatrix Potter, angielska ilustratorka oraz autorka powiastek i wierszy dla dzieci (ur. 1866)
- 31 grudnia – Roger Gilbert-Lecomte, francuski poeta i pisarz awangardowy (ur. 1907)
- Josef Kirman, polsko-żydowski poeta tworzący w jidysz (ur. 1896)

## Nagrody
- Nagroda Nobla – nagrody nie przyznano